# Fu’an (köpinghuvudort i Kina, Liaoning Sheng, lat 41,08, long 122,83)
Fu'an (kinesiska: 福安, Teng’ao Zhen, 腾鳌镇, Fu’an) är en köpinghuvudort i Kina. Den ligger i provinsen Liaoning, i den nordöstra delen av landet, omkring 93 kilometer sydväst om provinshuvudstaden Shenyang. Antalet invånare är 105 242. Befolkningen består av 50 510 kvinnor och 54 732 män. Barn under 15 år utgör 13,0 %, vuxna 15-64 år 78 %, och äldre över 65 år 8,0 %.
Runt Fu'an är det tätbefolkat, med 442 invånare per kvadratkilometer. Närmaste större samhälle är Anshan, 14,4 km öster om Fu'an. Trakten runt Fu'an består till största delen av jordbruksmark.
Genomsnittlig årsnederbörd är 929 millimeter. Den regnigaste månaden är juli, med i genomsnitt 237 mm nederbörd, och den torraste är januari, med 10 mm nederbörd.